# Клохан (Оффали)
Клохан (англ. Cloghan; ирл. An Clochán) — деревня в Ирландии, находится в графстве Оффали (провинция Ленстер) на пересечении дорог N62, R356 и R357.
Местная железнодорожная станция была открыта 29 мая 1884 года, закрыта для пассажиров 24 февраля 1947 года и окончательно закрыта 1 января 1963 года.

## Демография
Население — 503 человека (по переписи 2006 года). В 2002 году население составляло 523 человек.
Данные переписи 2006 года:
| Общие демографические показатели |               |                               |                               |      |      |
| Всё население                    | Всё население | Изменения населения 2002—2006 | Изменения населения 2002—2006 | 2006 | 2006 |
| 2002                             | 2006          | чел.                          | %                             | муж. | жен. |
| 523                              | 503           | −20                           | −3,8                          | 243  | 260  |